# عزیزم من خوبم
«عزیزم من خوبم» تک‌آهنگی از هنرمند اهل ایالات متحده آمریکا اندی گرامر است که در سال ۲۰۱۴ میلادی منتشر شد.
این تک‌آهنگ در چارت‌های در رتبه اول و در چارت‌های ، جزو ده ترانه اول قرار گرفت.